# 德克薩斯 (阿拉巴馬州)
德克薩斯（英語：Texas）是一個位於美國阿拉巴馬州馬里昂縣的非建制地區。該地的面積和人口皆未知。

## 地理
德克薩斯的座標為33°55′47″N 87°40′43″W / 33.92972°N 87.67861°W，而該地的平均海拔高度為130米（即420英尺）。